# TryHackMe
TryHackMe, oft auch kurz als THM bezeichnet, ist eine Lernplattform für ethisches Hacking und Cybersicherheit, welche im Jahr 2018 von Ashu Savani und Ben Spring gegründet wurde. Im Jahr 2019 begann TryHackMe zusammen mit Jon Peters kostenfreie Lernmaterialien und CTFs zur Verfügung zu stellen. Die Plattform zählt, zusammen mit Hack The Box, zu den bekanntesten und größten Webseiten für ethisches Hacking und hat über 4,5 Millionen registrierte Nutzer.
Im Juli 2022 wurde TryHackMe als innovativstes Unternehmen im Bereich Cybersicherheit in Großbritannien für das Jahr 2022 ausgezeichnet.

## Konzept
Anfangs war TryHackMe als eine Plattform gedacht, auf der Hacker und Programmierer ihre Notizen hochladen konnten, um so anderen den Einstieg in die IT-Sicherheits-Branche zu erleichtern. Nachdem Ashu Savani und Ben Spring, welche sich bei einem Praktikum kennenlernten und dann gemeinsam TryHackMe gründeten, im Jahre 2019 mit Jon Peters in Kontakt kamen, entwickelten sie gemeinsam mit diesem eine neue Plattform, auf welcher sie Lernmaterialien und virtuelle Maschinen, auf welchen man seine eigenen Fähigkeiten testen konnte, zur Verfügung stellten.
Heute bietet TryHackMe neun verschiedene Lernpfade, dutzende Infomaterialien und hunderte Capture-The-Flag-Challenges an. Über 75 % der Materialien können kostenfrei abgerufen werden. Dadurch, dass es Nutzern ermöglicht wird eigene Inhalte zu erstellen, wächst das Angebot der Plattform stetig weiter.

## Zusammenarbeit mit Unternehmen
TryHackMe bietet für Unternehmen und Bildungseinrichtungen individuelle Lernkonzepte an und arbeitet unter anderem mit Google, CompTIA und KPMG zusammen.
In Zusammenarbeit mit CompTIA bietet TryHackMe die Zertifizierung THM CompTIA Pentest+ an.